# Vessoru
Vessoru (Vessoro, Vessuro, Besoro, Besouru) ist ein osttimoresischer Ort und Suco im Verwaltungsamt Uato-Lari (Gemeinde Viqueque).

## Geographie
Vessoru liegt im Osten des Verwaltungsamts Uato-Lari. Westlich befindet sich der Suco Babulo. Im Osten grenzt Vessoru an das Verwaltungsamt Uatucarbau mit seinen Sucos Afaloicai und Uani Uma und im Norden an das zur Gemeinde Baucau gehörende Verwaltungsamt Baguia mit seinem Suco Afaloicai. Im Süden liegt die Timorsee. In sie münden der westliche Grenzfluss Borouai und der quer durch den Suco fließende Qiqui, der im Oberlauf Metauai heißt. Die Grenzen Vessorus wurden bei de Gebietsreform 2015 nicht wesentlich verändert. Zuvor hatte der Suco eine Fläche von 39,25 km². Nun sind es 38,34 km².

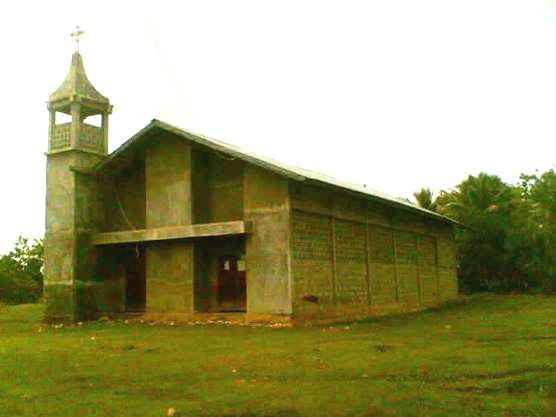
Katholische Kirche von Vessoru

Der Ort Vessoru liegt im Süden des Sucos, auf einer Meereshöhe von 0 m, zwischen den Flüssen Borouai und Oiqui. Hier befindet sich die Grundschule des Sucos, die Escola Primaria Vessoru. Außerdem gibt es hier eine medizinische Station. Vessoru bildet mit dem Ort Binita eine geschlossene Siedlung.
Durch den Süden führt die südliche Küstenstraße, eine der wichtigsten Verkehrswege Osttimors. An ihr liegt im Südosten des Sucos der Ort Daradobi. Entlang der Ostgrenze befinden sich die Orte Taradae, Burabuhae (Burabahae), Docoate und Uaicai.
Im Suco befinden sich die sieben Aldeias Baha-o, Bahabuga, Balabasiba (Balabaciba), Culudere, Matau, Mauboro und Uani Uma.

## Einwohner
In Vessoru leben 1.701 Einwohner (2022), davon sind 876 Männer und 825 Frauen. Im Suco gibt es 368 Haushalte. Fast 99 % der Einwohner geben Naueti als ihre Muttersprache an. Eine Minderheit spricht Tetum Prasa.

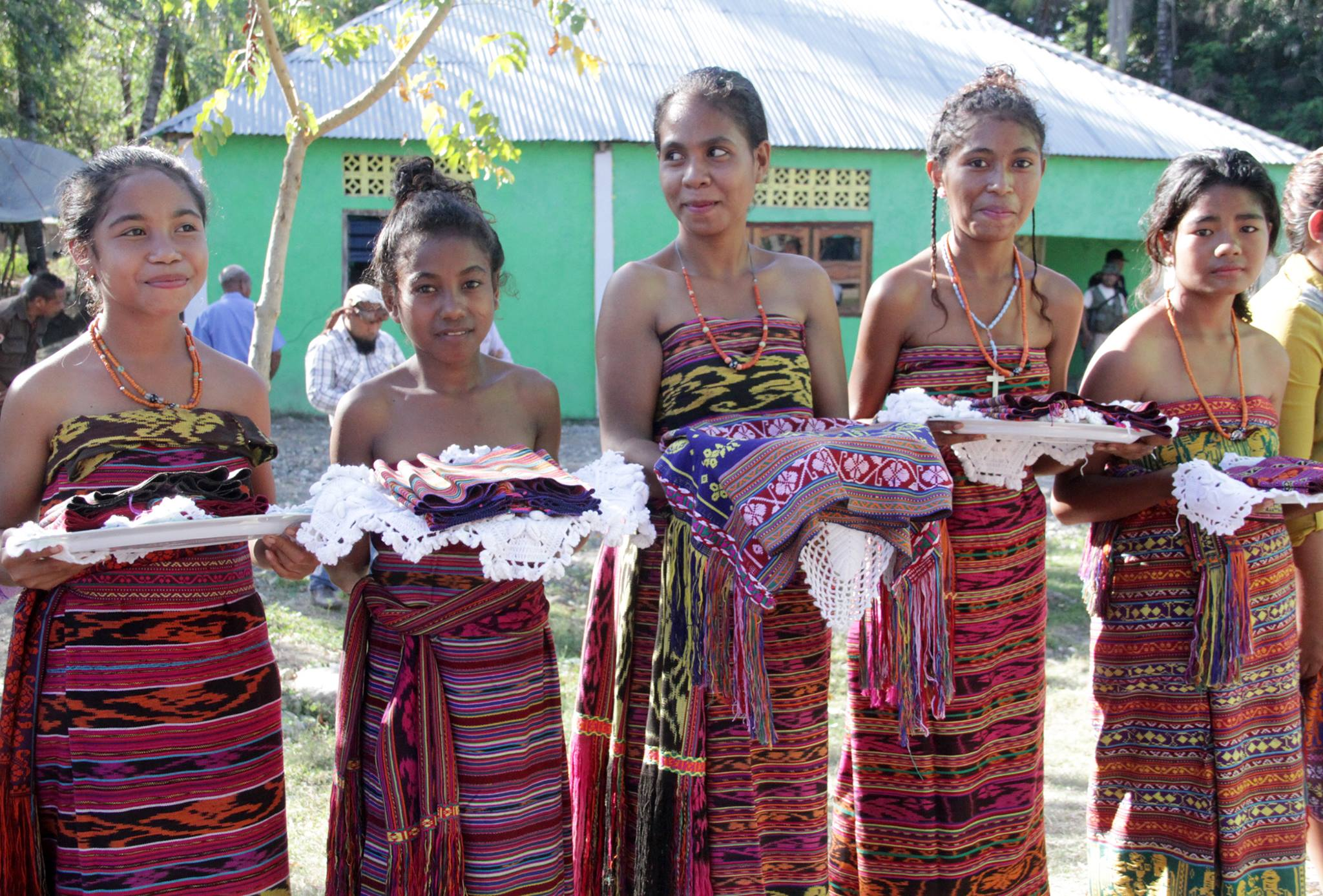
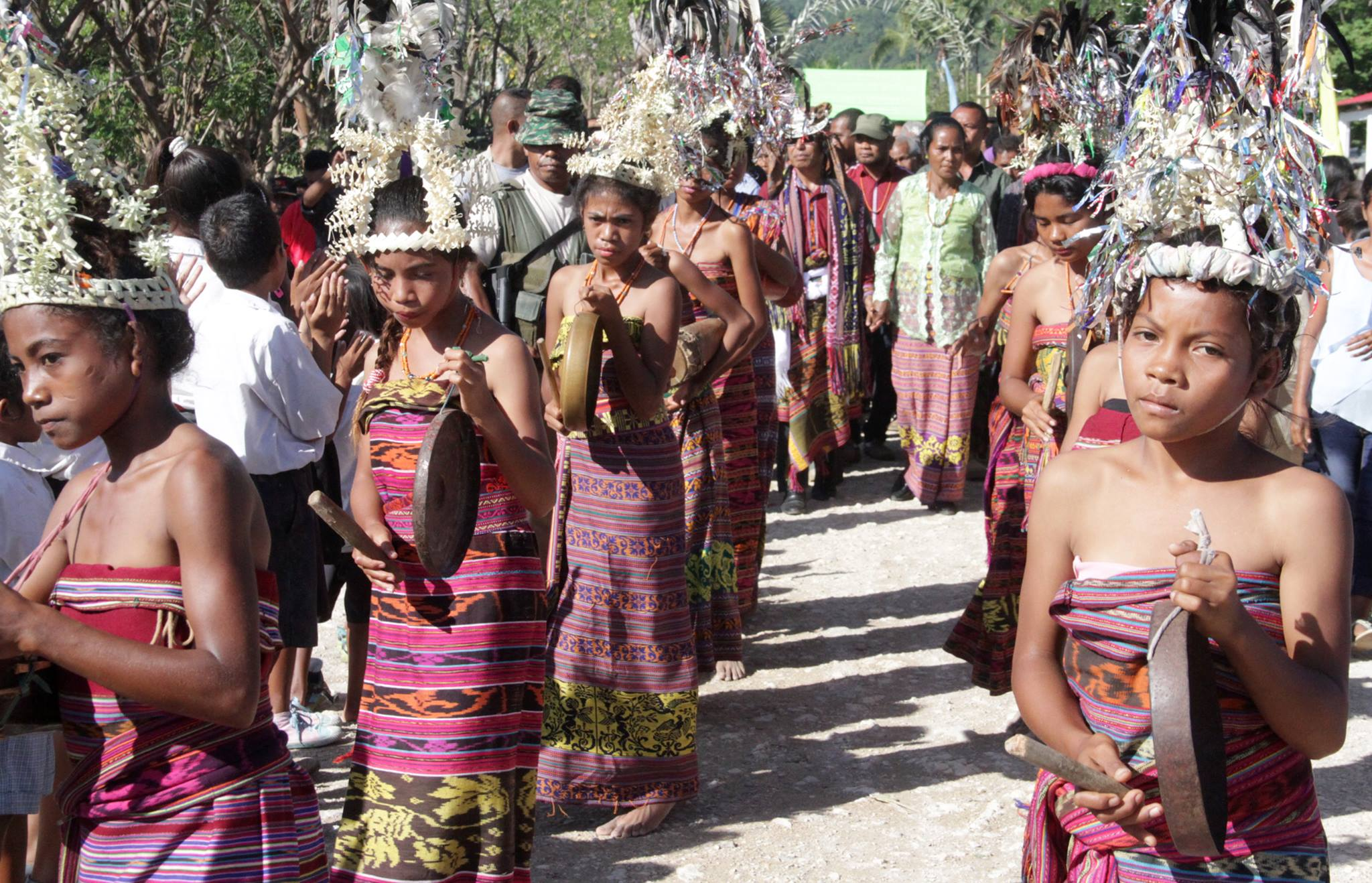
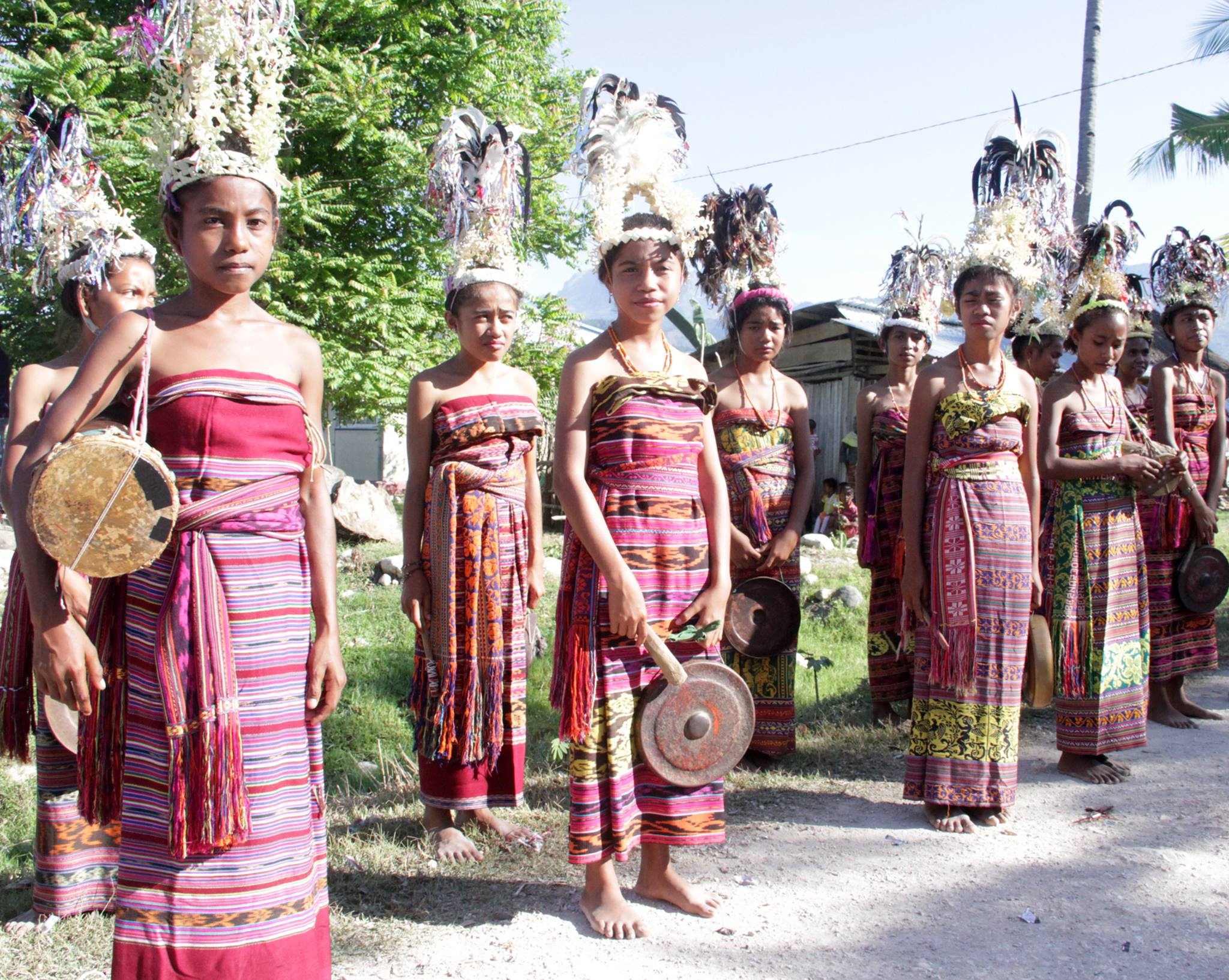
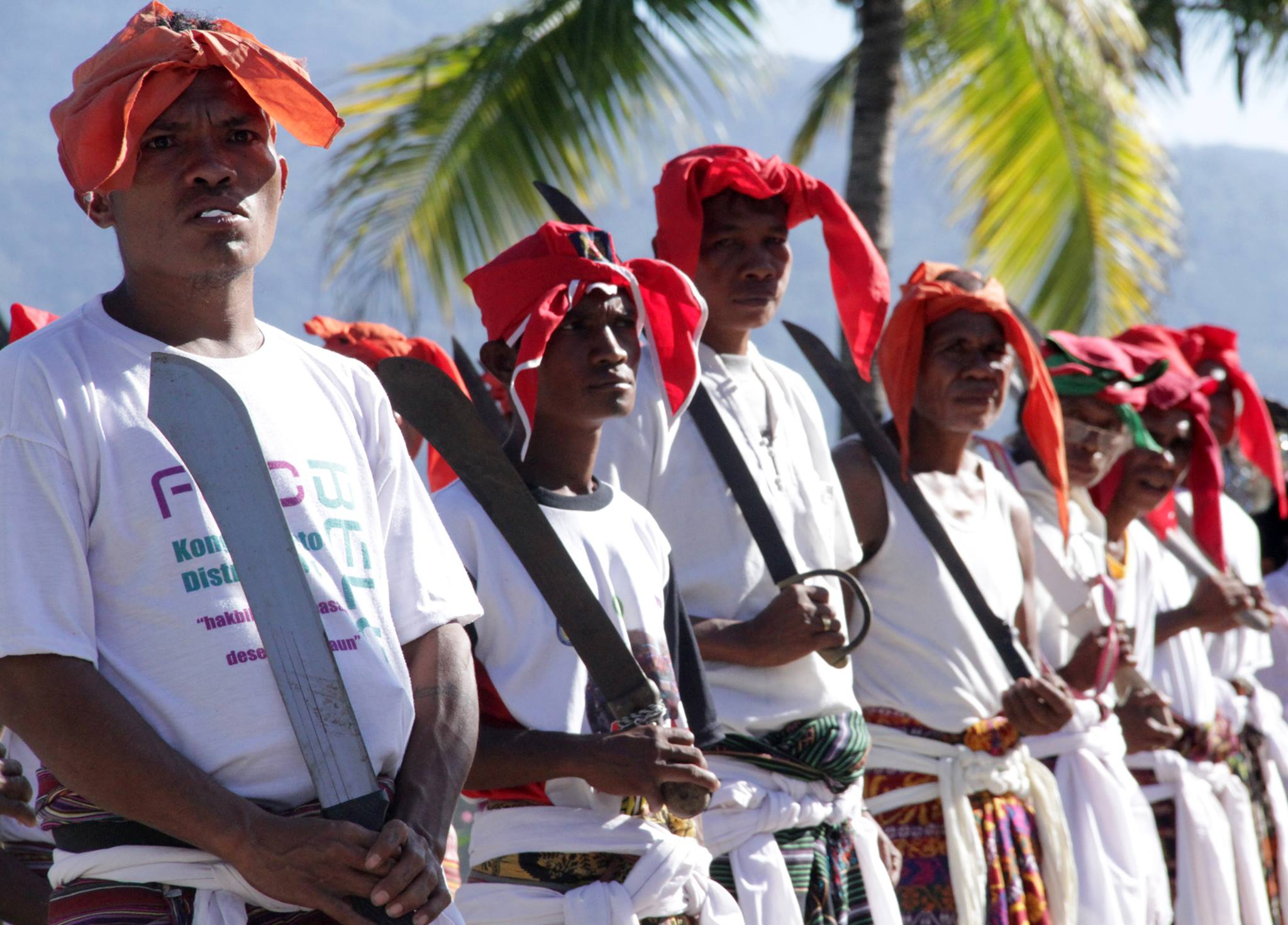
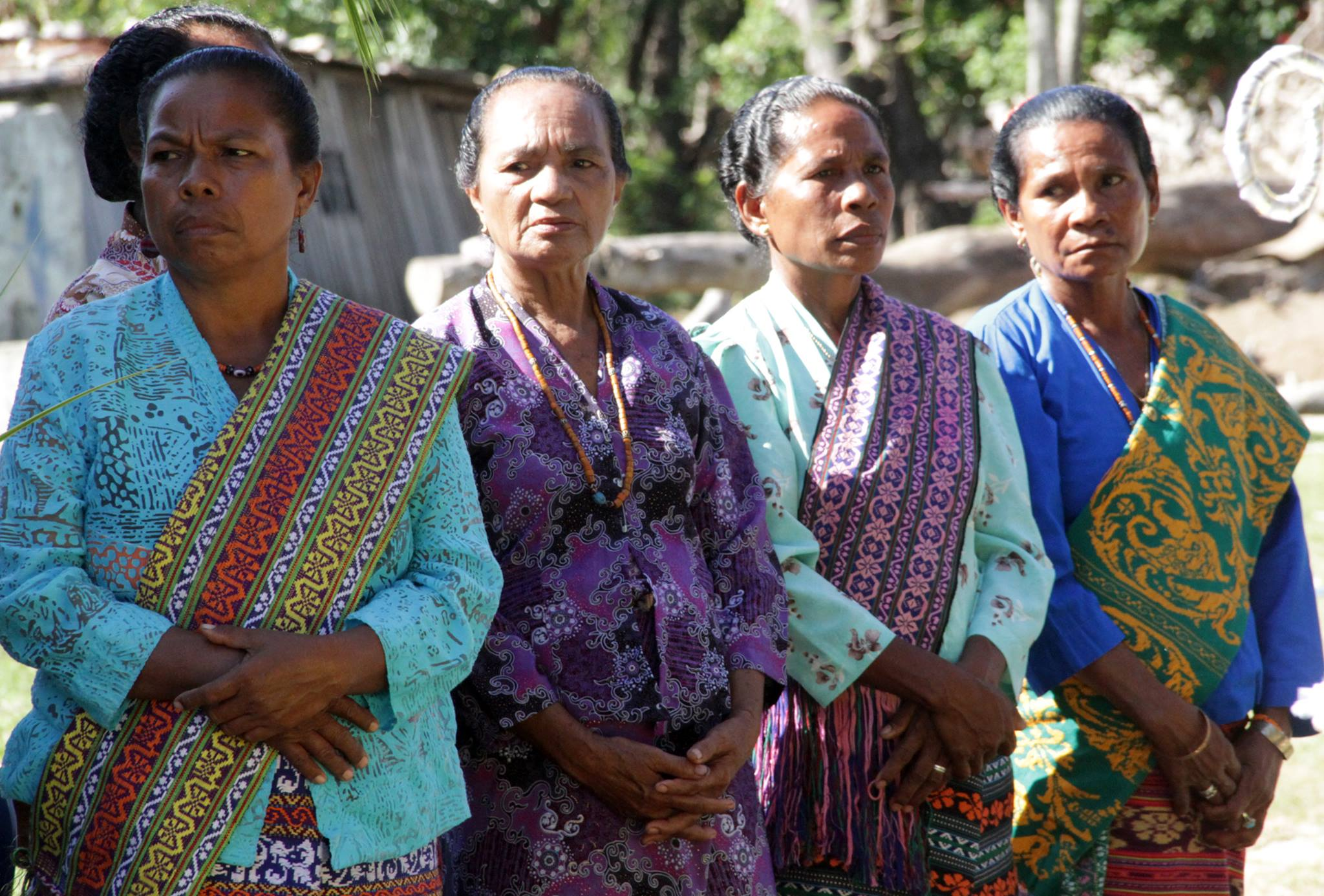

## Geschichte

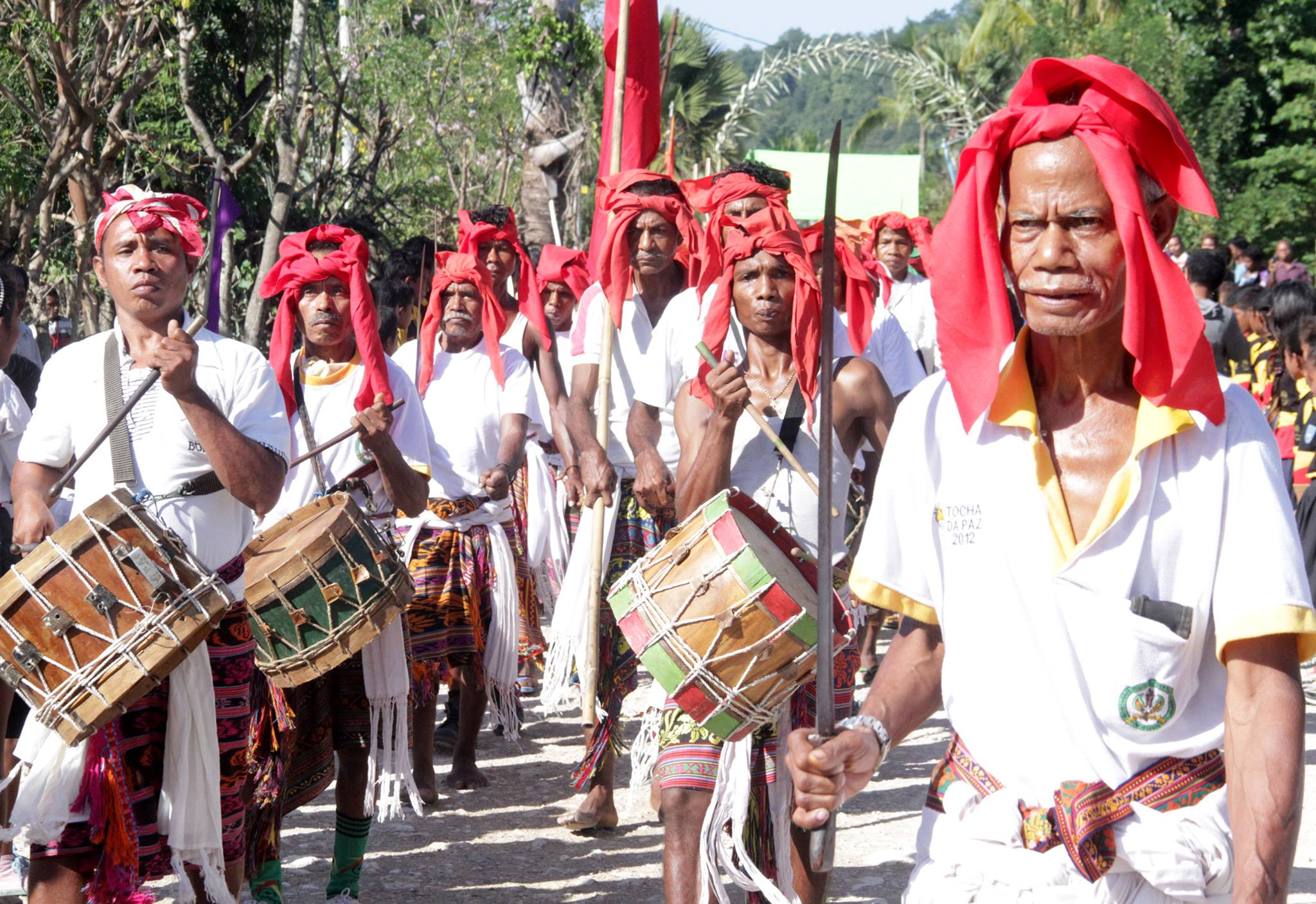
Moradores in Vessoru

Von der lokalen vorkolonialen Geschichte gibt es nur mündliche Überlieferungen. In den Aufzeichnungen der Portugiesen erscheint Vessoru erst am Ende des 17. Jahrhunderts. 1698 besuchte der Dominikaner Manuel de Santo António das Reich. Babulo war vermutlich Vasall von Vessoru, während Vessoru selbst im 18. und 19. Jahrhundert Luca unterstand. Vessoru beherrschte angeblich damals die Küste von Beaco bis Iliomar. Die Portugiesen bauten erst im 20. Jahrhundert eine dauerhafte Präsenz in der Region auf.
Der Legende nach stammen die Einwohner von Vessoru von einem „jüngeren Bruder“ des Reiches von Luca ab. In den Zeiten, in denen er in der Region ankam, führten die Mane Hitu (deutsch Sieben Brüder) Krieg gegen das Reich von Builo. Die Brüder baten den Ahnherren von Vessoru einen dauerhaften Frieden zu vermitteln und boten dafür ein Stück Land zum Siedeln an. Laut Quellen aus Babulo befand sich das Land zwischen den Flüssen Belia und Saqueto im Westen des heutigen Uato-Lari, weit entfernt vom Suco Vessoru. Die Ansprüche auf das Land hat Vessoru nie völlig aufgegeben, aber das Bündnis sollte durch eine Heirat gesichert werden. Nai Mesak, eine Vertreterin der Daralari aus Babulo wurde als Braut bestimmt und ausdrücklich beauftragt, die Quellen bee matan Saquato und bee matan Lobuto zu bewachen. Sie wurde zur Hüterin des Wassers (tetum bee nain, naueti: wai bu'u). Diese Aufgabe wurde weitergegeben von der Mutter an ihre Söhne und deren Nachkommen. Dem Herrscher von Vessoru wird daher eine besondere Macht über die Kreaturen des Wassers nachgesagt, im Speziellen Aalen und Krokodilen. Als der Liurai Humberto 2004 starb, sollen vier Krokodile im Bach bei seinem Haus erschienen sein und vier Tage getrauert haben.
In der Mythologie wird der „jüngere Bruder von Luca“ zum König der Unterwelt (liurai rai oos) und die Daralari-Frau zur „ältesten Schwester“ oder „Tochter“ der Mane Hitu. So sei Nai Mesak an die Quelle des Belia gegangen, um Wasser zu holen. Zurück in ihrem Heim  bemerkte sie, dass sie ihre Haarnadel (ikan modok) verloren hatte. Als sie an der Quelle nach der Nadel suchte, erschien der Legende nach ein grün-gelber Fisch und fragte sie, was sie suchen würde. Nai Mesak antwortete, „ich suche meine Haarnadel“. Der Fisch antwortete, „die Nadel ist im Wasser“, worauf Nai Mesak im Wasser verschwand und in die Unterwelt einkehrte. Ihre Diener suchten sie den ganzen Tag, konnten sie aber nicht finden. In der Nacht träumte einer der Diener von der Suche und fand Nai Mesak an der Seite des Königs der Unterwelt als seine Königin. Der König sagte zum Diener, „Dein König und Nai Mesak können nicht zurückkehren. gehe und sage Deinem Liurai, er solle ein Büffelgehege errichten.“ Aufgewacht berichtete der Diener seinem Liurai. Mit großer Trauer bauten sie, wie befohlen das Gehege sieben Tage lang, das Tapalu genannt wurde. Dann erschien in der Nacht ein Wasserbüffel aus der Quelle, gefolgt von weiteren roten, schwarzen und gestreiften (makerek, deutsch farbenfroh) Büffeln. Der letzte Büffel trug eine goldene Scheibe (Belak), Glasperlen (Morten) und einem Schwert (Surik) an seinen Hörnern. Der Liurai erkannte die Gaben als ausreichend für seine Schwester und stoppte den Fluss mit einem Stock. An dem Ort entstand eine Siedlung. Die Legende spiegelt sich in Ableitungen zur Beziehung zwischen Luca und anderen Reichen entlang der Südküste Timors und in der Region Baucau/Viqueque wider. Die Bündnisse wurden mit Wasser als Medium und Heirat gefestigt.
Nach kolonialen Aufzeichnungen war das Reich von Babulo der Naueti die dominierende Macht der Region, die im Konflikt mit Builo im Nordwesten stand. Die portugiesische Kolonialmacht entsandte schließlich Mitte der 1910er Jahre Tomás dos Reis Amaral, einen Abkömmling der Herrscherfamilie von Luca als Herrscher von Uaitame und Vessoru und setzte ihn als Administrator von Uato-Lari hierarchisch über den Herrscher von Babulo. Der Herrscher aus Luca sorgte für eine Beendigung des Konflikts.
In Vessoru gab es Ende 1979 ein indonesisches Lager für Osttimoresen, die zur besseren Kontrolle von den Besatzern umgesiedelt werden sollten.

## Politik

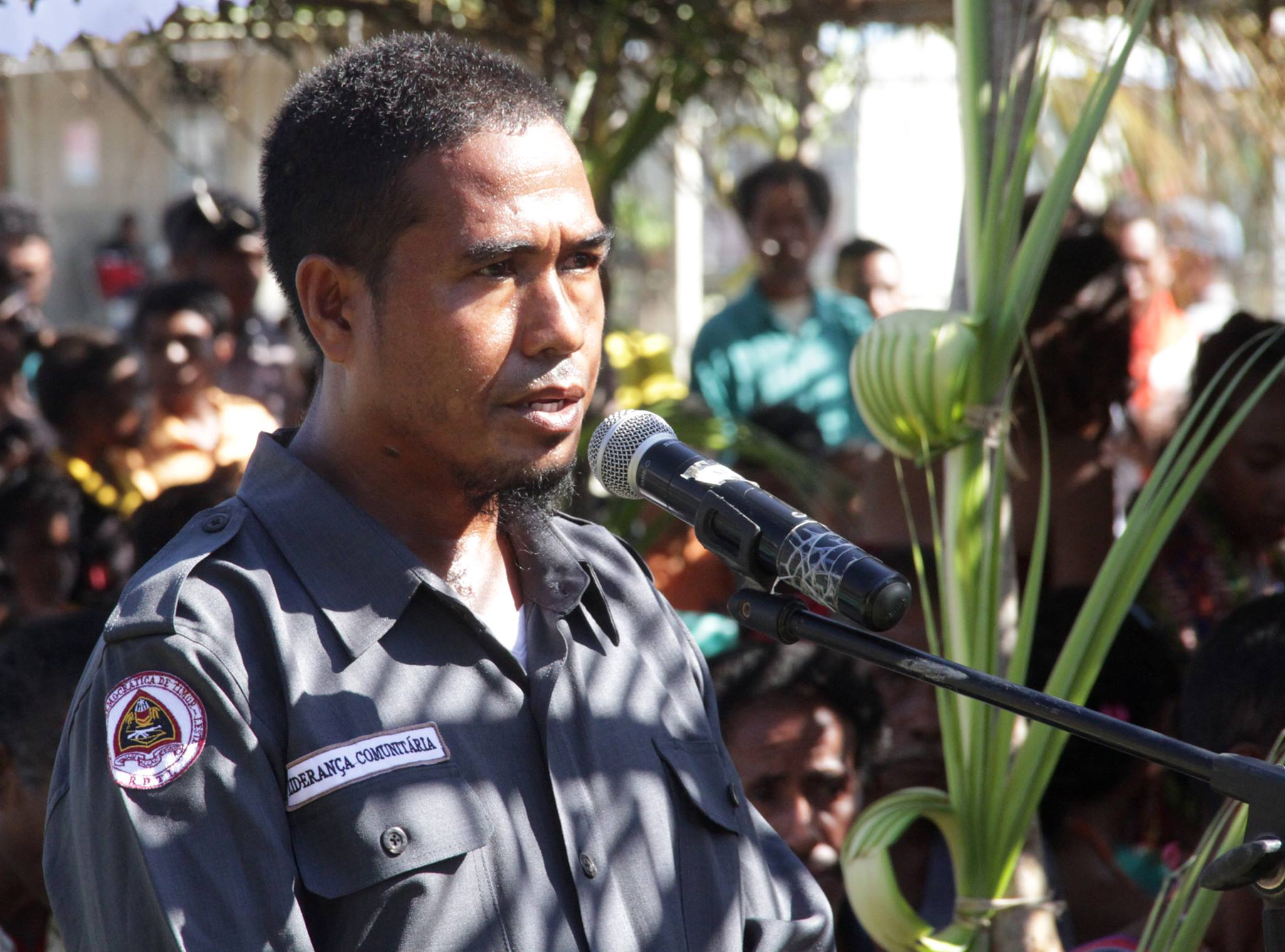
Ilidio Amaral (2016)

Bei den Wahlen von 2004/2005 wurde Domingos M. F. zum Chefe de Suco gewählt. Bei den Wahlen 2009 gewann Ilidio Amaral und 2016 Chiquito Lopes.